# Seznam dílů seriálu Hrdina
Toto je seznam dílů seriálu Hrdina. Český kriminální televizní seriál Hrdina vysílá TV Prima premiérově od 23. října 2024.
- Česká adaptace na německý seriál Heldt

## Přehled řad
| Řada | Díly | Premiéra       | Premiéra          |
| Řada | Díly | První díl      | Poslední díl      |
| ---- | ---- | -------------- | ----------------- |
| 1    | 8    | 23. října 2024 | 11. prosince 2024 |
| 2    | 8    | 5. března 2025 | 23. dubna 2025    |

## Seznam dílů

### První řada (2024)
| Č. v seriálu | Č. v řadě | Původní název        | Režie      | Scénář                                                       | Datum premiéry                               | Sledovanost    |
| ------------ | --------- | -------------------- | ---------- | ------------------------------------------------------------ | -------------------------------------------- | -------------- |
| 1            | 1         | Nový začátek         | Jan Haluza | Václav Hašek a Roman Kopřivík (Lorenz Lau-Uhle)              | 16. října 2024 VOD 23. října 2024 TV         | 0,767 (23,28%) |
| 2            | 2         | Seznamka pro náročné | Jan Haluza | Václav Hašek (Lorenz Lau-Uhle)                               | 23. října 2024 VOD 30. října 2024 TV         | 0,636 (19,31%) |
| 3            | 3         | Svatováclavský dukát | Jan Haluza | Václav Hašek (Lorenz Lau-Uhle)                               | 30. října 2024 VOD 6. listopadu 2024 TV      | 0,665 (19,50%) |
| 4            | 4         | Smrt v domě          | Jan Haluza | Václav Hašek (Lorenz Lau-Uhle, Renate Ziemer)                | 6. listopadu 2024 VOD 13. listopadu 2024 TV  | 0,720 (21,29%) |
| 5            | 5         | Horké zboží          | Jan Haluza | Václav Hašek (Lorenz Lau-Uhle, Iris Kobler a Ralf Löhnhardt) | 13. listopadu 2024 VOD 20. listopadu 2024 TV | 0,731 (22,15%) |
| 6            | 6         | Nic není jasné       | Jan Haluza | Tomáš Holeček (Lorenz Lau-Uhle, Marko Lucht)                 | 20. listopadu 2024 VOD 27. listopadu 2024 TV | 0,749 (22,89%) |
| 7            | 7         | Požár                | Jan Haluza | Václav Hašek (Lorenz Lau-Uhle, Sabine Glöckner)              | 27. listopadu 2024 VOD 4. prosince 2024 TV   | 0,726 (21,92%) |
| 8            | 8         | Pomsta               | Jan Haluza | Václav Hašek (Lorenz Lau-Uhle)                               | 4. prosince 2024 VOD 11. prosince 2024 TV    | 0,726 (21,90%) |

### Druhá řada (2025)
| Č. v seriálu | Č. v řadě | Původní název        | Režie         | Scénář                                                                         | Datum premiéry                         | Sledovanost     |
| ------------ | --------- | -------------------- | ------------- | ------------------------------------------------------------------------------ | -------------------------------------- | --------------- |
| 9            | 1         | Černá vdova          | Jaroslav Fuit | Tomáš Holeček (Lorenz Lau-Uhle, Berthold Probst)                               | 26. února 2025 VOD 5. března 2025 TV   | 0,598 (18,21%)  |
| 10           | 2         | Šťastnou smrt        | Jaroslav Fuit | Václav Hašek (Lorenz Lau-Uhle)                                                 | 5. března 2025 VOD 12. března 2025 TV  | 0,603 (18,39%)  |
| 11           | 3         | Magie kouzel zbavená | Jaroslav Fuit | Václav Hašek (Lorenz Lau-Uhle, Berthold Probst)                                | 12. března 2025 VOD 19. března 2025 TV | 0,575 (18,12%)  |
| 12           | 4         | Klauni               | Jaroslav Fuit | Tomáš Holeček (Lorenz Lau-Uhle, Peter Dommaschk a Ralf Leuther)                | 19. března 2025 VOD 26. března 2025 TV | 0,591 (18,16%)  |
| 13           | 5         | Bolestné             | Jaroslav Fuit | Tomáš Hodan a Václav Hašek (Lorenz Lau-Uhle, Andrea Brown)                     | 26. března 2025 VOD 2. dubna 2025 TV   | 0,611 (18,86%)  |
| 14           | 6         | Poslední kolo        | Jaroslav Fuit | Tomáš Hodan a Václav Hašek (Lorenz Lau-Uhle, Monika Sandmann a Dirk Udelhoven) | 2. dubna 2025 VOD 9. dubna 2025 TV     | 0,570 (17,40%)  |
| 15           | 7         | Odměna               | Jaroslav Fuit | Tomáš Hodan a Václav Hašek (Lorenz Lau-Uhle)                                   | 9. dubna 2025 VOD 16. dubna 2025 TV    | 0,582 (18,57%)  |
| 16           | 8         | Případ Hrdina        | Jaroslav Fuit | Tomáš Holeček (Lorenz Lau-Uhle)                                                | 16. dubna 2025 VOD 23. dubna 2025 TV   | 0, 585 (19,66%) |